# Xã Sigel, Michigan
Xã Sigel (tiếng Anh: Sigel Township) là một xã thuộc quận Huron, tiểu bang Michigan, Hoa Kỳ. Năm 2010, dân số của xã này là 465 người.